# Goleniów (district)
Goleniów (Pools: powiat goleniowski) is een Pools district (powiat) in de woiwodschap West-Pommeren. De oppervlakte bedraagt 1616,99 km², het inwonertal 82.507 (2014).

## Steden
- Goleniów (Gollnow)
- Maszewo (Massow)
- Nowogard (Naugard)

Stadsdistricten: Szczecin · Koszalin · Świnoujście

Districten:
Białogard · Choszczno · Drawsko Pomorskie · Goleniów · Gryfice · Gryfino · Kamień · Kołobrzeg · Koszalin · Łobez · Myślibórz · Police · Pyrzyce · Sławno · Stargard · Szczecinek · Świdwin · Wałcz

Grootste steden:
Białogard · Goleniów · Gryfino · Kołobrzeg · Koszalin · Police · Stargard · Świnoujście · Szczecin · Szczecinek · Wałcz